# Älskar
Az Älskar (svédül: szeretni) Nina Nesbitt skót énekes-dalszerző harmadik stúdióalbuma, amit 2022. szeptember 2-án adott ki a Cooking Vinyl. Kiadását a Pressure Makes Diamonds kislemez megjelenésekor, 2022. június 8-án jelentették be.

## Számlista
| Älskar | Älskar                        | Älskar                                         | Älskar              | Älskar | Älskar | Älskar | Älskar | Älskar | Älskar |
|        | Cím                           | Szerző(k)                                      | Producer(ek)        | Hossz  |        |        |        |        |        |
| ------ | ----------------------------- | ---------------------------------------------- | ------------------- | ------ | ------ | ------ | ------ | ------ | ------ |
| 1.     | Gaol                          | Nina Nesbitt                                   |                     | 1:09   |        |        |        |        |        |
| 2.     | Teenage Chemistry             | Nesbitt Svante Halldin Jakob Hazell Shy Martin | Jack & Coke         | 2:52   |        |        |        |        |        |
| 3.     | No Time (For My Life to Suck) | Nesbitt Elvira Anderfjaerd Rickard Göransson   | Anderfjaerd         | 2:33   |        |        |        |        |        |
| 4.     | Pressure Makes Diamonds       | Nesbitt Halldin Hazell Hjellström              | Jack & Coke         | 2:43   |        |        |        |        |        |
| 5.     | Dinner Table                  | Nesbitt Ollie Green                            | Green               | 3:18   |        |        |        |        |        |
| 6.     | When You Lose Someone         | Nesbitt Simon Hassle Fanny Hultman             | Hassle Hultman      | 3:02   |        |        |        |        |        |
| 7.     | I Should Be a Bird            | Nesbitt Hultman Madelene Eliasson              | Hultman Eliasson    | 3:59   |        |        |        |        |        |
| 8.     | Colours of You                | Nesbitt Dan Wilson Nick Long                   | Wilson              | 3:38   |        |        |        |        |        |
| 9.     | Limited Edition               | Nesbitt Breanna Jacobson Daniel Muckala        | Muckala             | 2:54   |        |        |        |        |        |
| 10.    | Older Guys                    | Nesbitt                                        | Nesbitt             | 4:14   |        |        |        |        |        |
| 11.    | Heirlooms                     | Nesbitt Dave Gibson                            | Nesbitt             | 4:28   |        |        |        |        |        |
| 12.    | Älskar                        | Nesbitt Halldin Hazell Hjellström              | Nesbitt Jack & Coke | 3:01   |        |        |        |        |        |
| 37:51  |                               |                                                |                     |        |        |        |        |        |        |

| Älskar Nights | Älskar Nights                              | Älskar Nights                                 | Älskar Nights | Älskar Nights | Älskar Nights | Älskar Nights | Älskar Nights | Älskar Nights | Älskar Nights |
|               | Cím                                        | Szerző(k)                                     | Hossz         |               |               |               |               |               |               |
| ------------- | ------------------------------------------ | --------------------------------------------- | ------------- | ------------- | ------------- | ------------- | ------------- | ------------- | ------------- |
| 13.           | Need You (Zion Fosterrel)                  | Nesbitt Zion Foster Jordan Riley Steve Robson | 3:10          |               |               |               |               |               |               |
| 14.           | Need You (szóló)                           | Nesbitt Riley Robson                          | 3:10          |               |               |               |               |               |               |
| 15.           | Love Seasons                               | Nesbitt                                       | 2:47          |               |               |               |               |               |               |
| 16.           | Summer Fling                               | Nesbitt                                       | 3:36          |               |               |               |               |               |               |
| 17.           | Life’s a Bitch (L.A.B)                     | Nesbitt Halldin Hazell                        | 2:59          |               |               |               |               |               |               |
| 18.           | Summer Fling (akusztikus)                  | Nesbitt                                       | 3:37          |               |               |               |               |               |               |
| 19.           | Life’s a Bitch (L.A.B) (akusztikus)        | Nesbitt Halldin Hazell                        | 3:03          |               |               |               |               |               |               |
| 20.           | Älskar (akusztikus)                        | Nesbitt Halldin Hazell Hjellström             | 2:55          |               |               |               |               |               |               |
| 21.           | Teenage Chemistry (akusztikus)             | Nesbitt Halldin Hazell Hjellström             | 3:27          |               |               |               |               |               |               |
| 22.           | Colours of You („szoba kilátással”-verzió) | Nesbitt Wilson Long                           | 3:40          |               |               |               |               |               |               |
| 70:15         |                                            |                                               |               |               |               |               |               |               |               |

| CD-kiadás | CD-kiadás                           | CD-kiadás              | CD-kiadás | CD-kiadás | CD-kiadás | CD-kiadás | CD-kiadás | CD-kiadás | CD-kiadás |
|           | Cím                                 | Szerző(k)              | Hossz     |           |           |           |           |           |           |
| --------- | ----------------------------------- | ---------------------- | --------- | --------- | --------- | --------- | --------- | --------- | --------- |
| 13.       | Summer Fling                        | Nesbitt                | 3:36      |           |           |           |           |           |           |
| 14.       | Life’s a Bitch (L.A.B)              | Nesbitt Halldin Hazell | 2:59      |           |           |           |           |           |           |
| 15.       | Summer Fling (akusztikus)           | Nesbitt                | 3:37      |           |           |           |           |           |           |
| 16.       | Life’s a Bitch (L.A.B) (akusztikus) | Nesbitt Halldin Hazell | 3:03      |           |           |           |           |           |           |
| 51:06     |                                     |                        |           |           |           |           |           |           |           |

## Helyezések
| Lemezeladási lista (2022)   | Legjobb helyezés |
| --------------------------- | ---------------- |
| Belgium (Ultratop Vallónia) | 117              |
| Skót albumlista (OCC)       | 3                |
| Brit albumlista (OCC)       | 34               |
| Brit indie lista (OCC)      | 2                |

## Fordítás
- Ez a szócikk részben vagy egészben  a(z)   Älskar című angol Wikipédia-szócikk ezen változatának fordításán alapul.  Az eredeti cikk szerkesztőit annak laptörténete sorolja fel. Ez a jelzés csupán a megfogalmazás eredetét és a szerzői jogokat jelzi, nem szolgál a cikkben szereplő információk forrásmegjelöléseként.